# 黄泰岩 (1963年)
黄泰岩（1963年4月—），男，汉族，山东潍坊人，中华人民共和国教育人物。武汉大学政治与公共管理学院政治学理论专业在职博士研究生毕业，现任武汉大学党委书记。

## 生平
1985年7月参加工作。历任武汉大学团委书记、人事部部长、党委组织部副部长、校长助理。2009年6月，任武汉大学党委常委、副校长。2012年5月，任武汉大学党委副书记。2016年12月，任武汉大学党委常务副书记（正厅级）、纪委书记。2019年3月，任北京交通大学党委书记。2022年8月，黄泰岩回到武汉大学，再次出任武汉大学党委常务副书记（正厅级）。2023年2月，升任武汉大学党委书记（副部长级）。